# Jardín sensorial

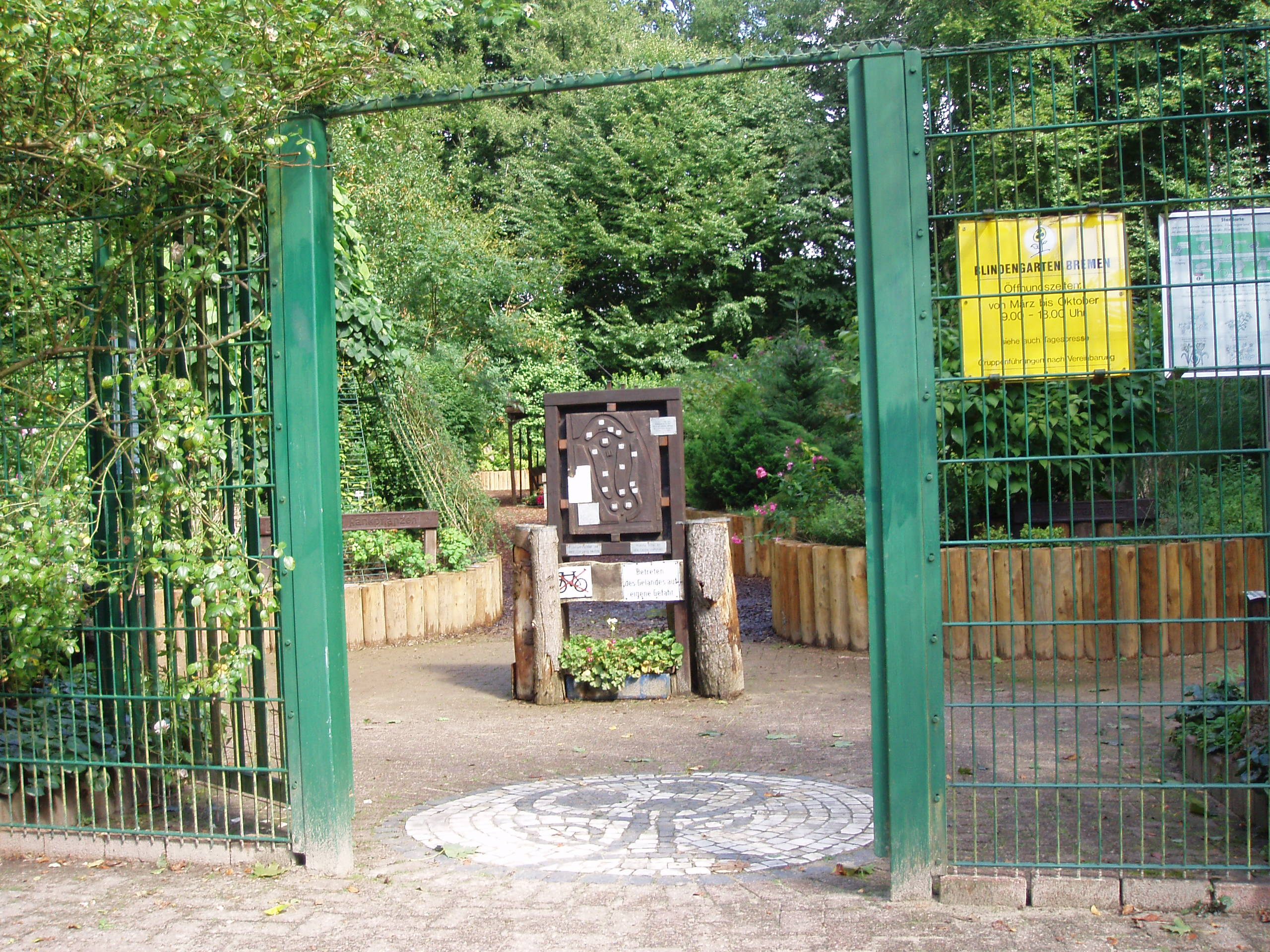
Entrada a un jardín sensorial en Bremen. El 'Jardín de las personas ciegas' (Blindengarten) en Knoops Park está diseñado para permitir que las personas con discapacidad visual se orienten por el jardín y experimenten sus características sin ayuda.

Un jardín sensorial es una zona de jardín autónomo que permite a los visitantes disfrutar de una amplia variedad de experiencias sensoriales. Los jardines sensoriales están diseñados para brindar oportunidades de estimular los sentidos, tanto individualmente como en combinación, de formas que los usuarios no suelen encontrar.
Los jardines sensoriales tienen una amplia gama de aplicaciones educativas y recreativas. Se pueden utilizar en la educación de estudiantes con necesidades especiales, incluidas las personas con autismo. Como forma de terapia hortícola, pueden actuar como jardines terapéuticos para ayudar en el cuidado de las personas con demencia.
Los jardines sensoriales pueden diseñarse de forma que sean accesibles y agradables tanto para los usuarios discapacitados como para los no discapacitados. Un jardín sensorial, por ejemplo, puede contener elementos accesibles para las personas discapacitadas, tales como: plantas aromáticas y comestibles, esculturas y pasamanos esculpidos, elementos acuáticos diseñados para hacer sonidos y jugar con las manos, paneles táctiles texturizados, pantallas de lupa, descripciones de bucle de inducción de audio y en braille. Dependiendo del grupo de usuarios, otras disposiciones pueden integrar el sonido y la música de manera más centralizada para combinar las necesidades de juego de los usuarios más jóvenes con sus necesidades sensoriales.
Muchos jardines sensoriales se dedican a proporcionar experiencia para múltiples sentidos; los que se especializan en olores se llaman jardines perfumados, los que se especializan en música / sonido son jardines sonoros en los que el equipo se duplica para proporcionar una mayor oportunidad de resultados estratégicos de desarrollo, aprendizaje y educación.
Los jardines sensoriales suelen tener una infraestructura mejorada para permitir el acceso de las sillas de ruedas y responder a otros problemas de accesibilidad; el diseño y la distribución ofrecen un viaje estimulante a través de los sentidos, lo que aumenta la conciencia y aporta experiencias de aprendizaje positivas.

Algunos jardines sensoriales
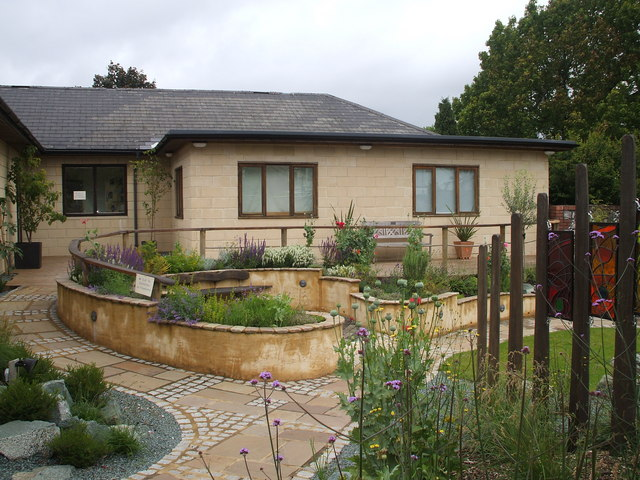
Este jardín sensorial está diseñado para niños con necesidades especiales en St Christopher's School en Westbury Park, Bristol, Inglaterra.
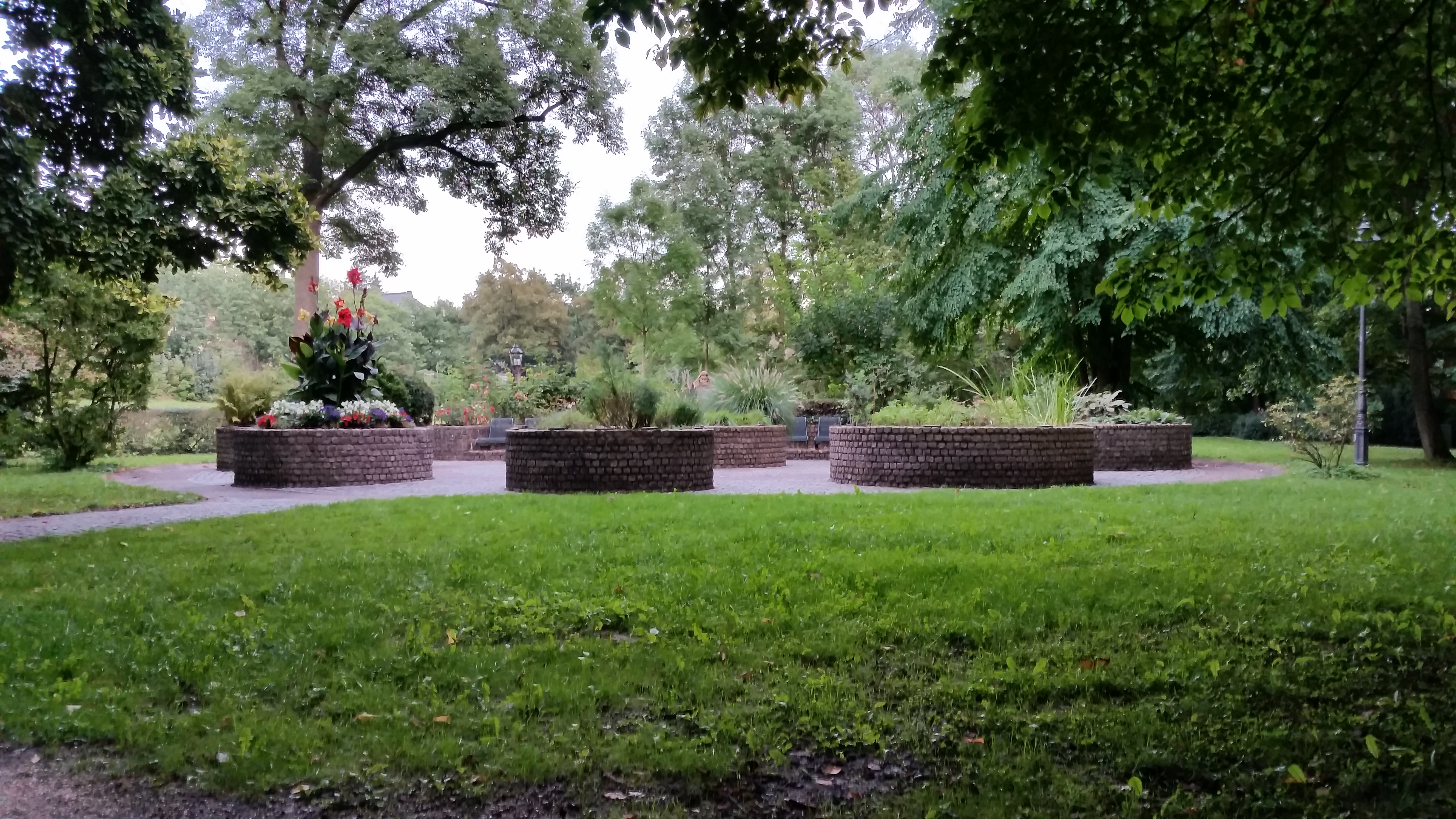
El Blindengarten en el Bad Homburg Spa Park (Kurpark) en Alemania es un jardín de "olfativo y táctil" compuesto por ocho parterres elevados plantados temáticamente (hierbas culinarias, hierbas medicinales, rosas, hierbas, etc.) dispuestos en torno a una fuente central que puede orientar acústicamente a las personas ciegas o con problemas de visión.
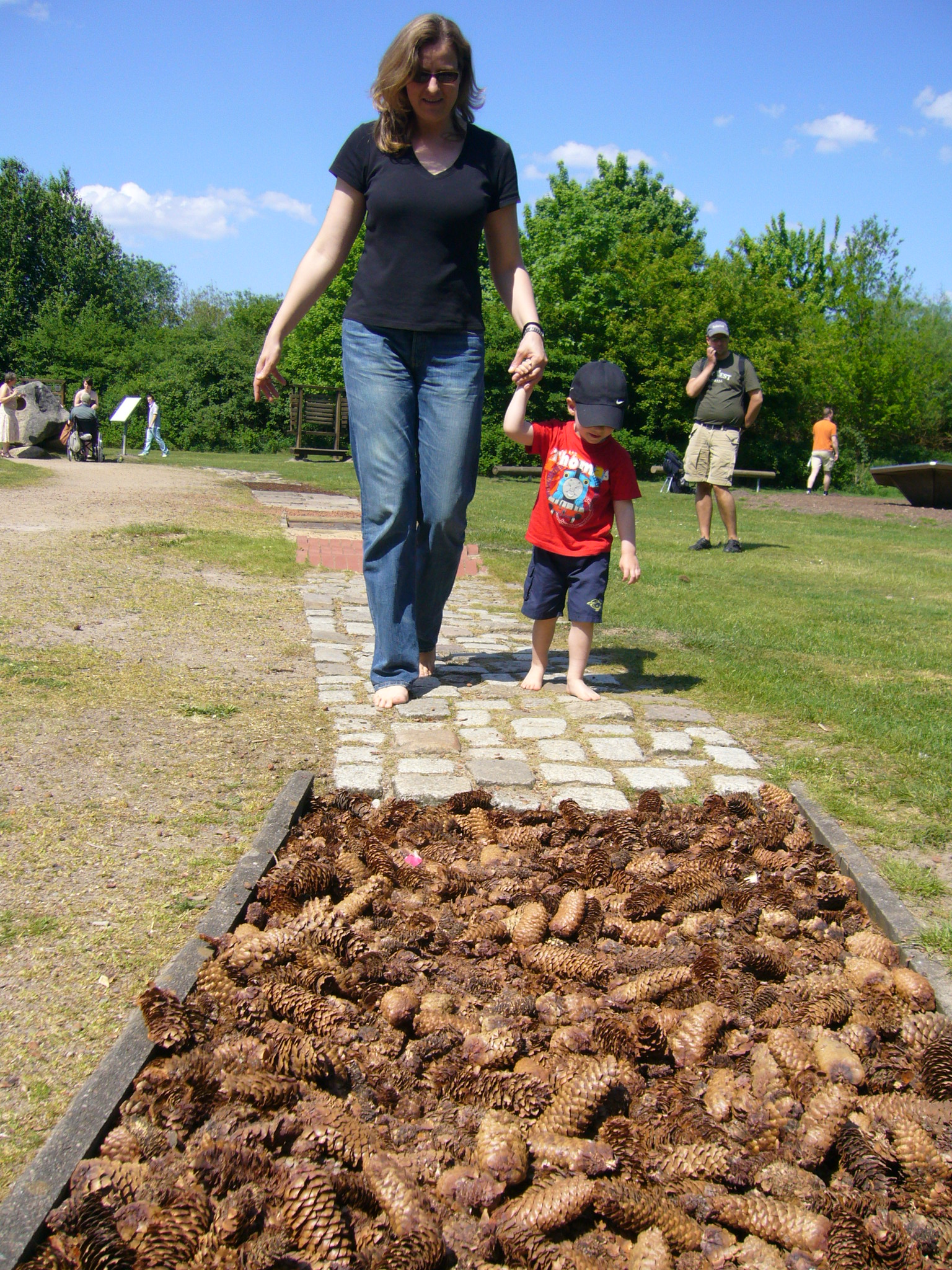
Un elemento de experiencial en el "Mundo de los Sentidos" (Welt der Sinne). El diseño de este extenso jardín sensorial y casa en Bremervörde, Alemania, se inspiró en las ideas de Hugo Kükelhaus (1900-1984) sobre "campos de experiencia para el desarrollo de los sentidos" y está destinado a ser utilizado por todos, independientemente de su discapacidad.
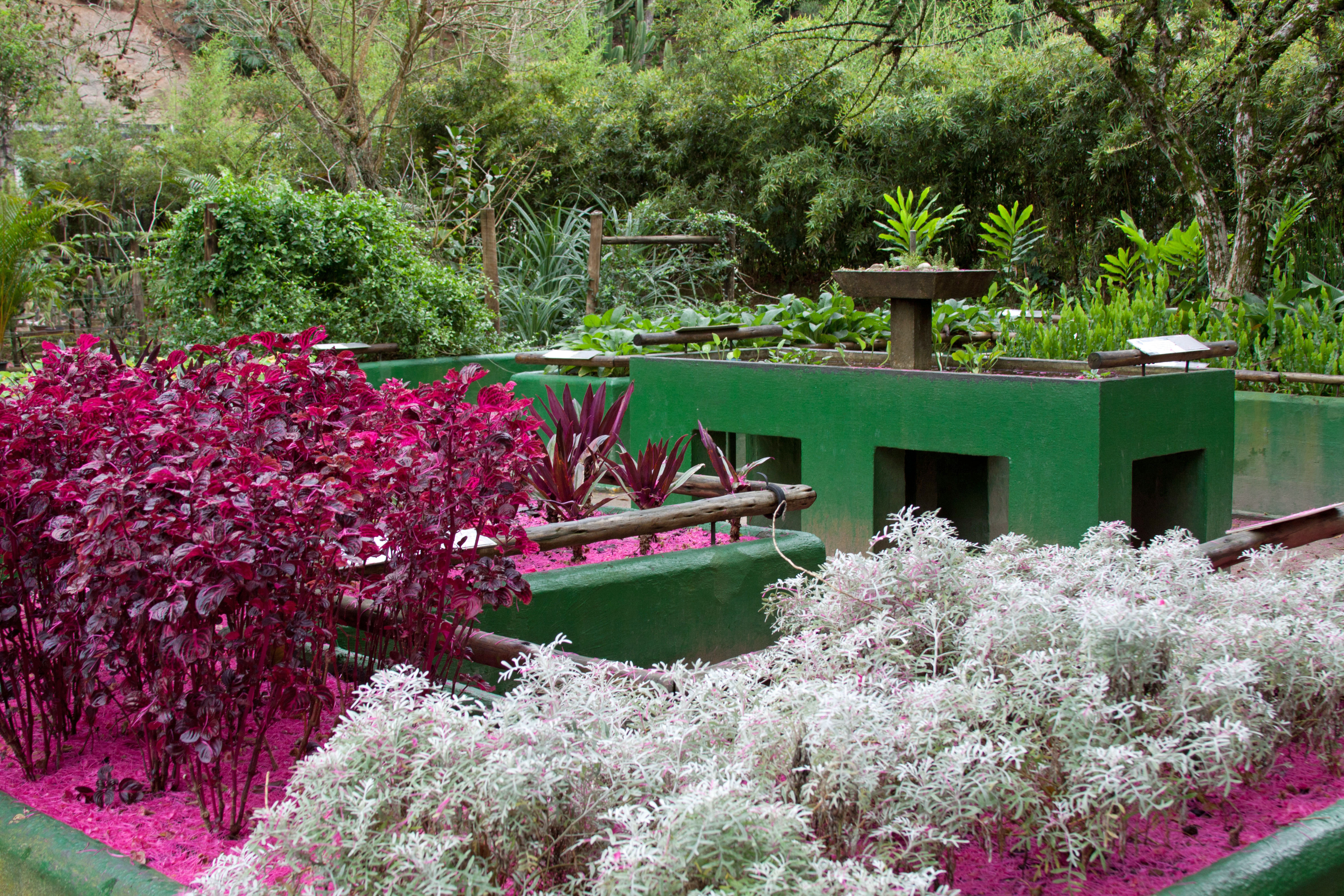
Este jardín sensorial dentro del Jardín Botánico de Río de Janeiro, Brasil, está diseñado para agudizar los sentidos del tacto y el olfato y, a veces, el gusto. Los visitantes con necesidades especiales, incluidos los ciegos y los discapacitados visuales, son recibidos por un equipo de consejeros (algunos de los cuales tienen problemas visuales). También se ofrecen visitas guiadas con los ojos vendados.
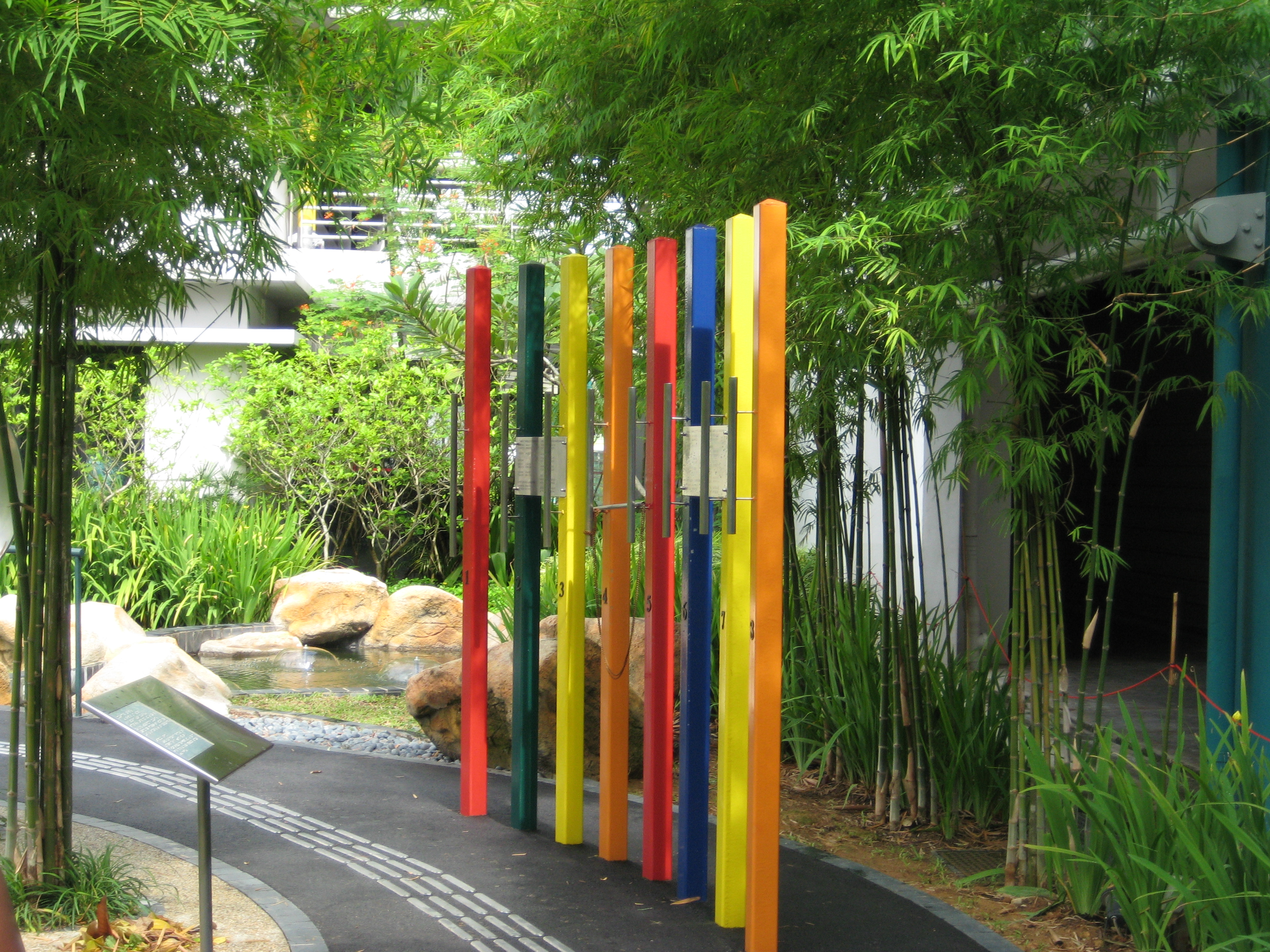
Los visitantes pueden tocar tubos musicales en el jardín sensorial de la Galería de la Autoridad de Construcción y Edificación, Singapur, que muestra los principios generales de accesibilidad del diseño universal.

## Diseño
El diseño sensorial de jardines generalmente se basa en los cinco sentidos aristotélicos, pero también puede incluir otros sentidos como la propiocepción y el equilibrio. Además de las plantas, pueden incorporarse elementos no vivos, como elementos acuáticos y esculturas.

### Visión
Los componentes visuales de un jardín sensorial incluyen elementos tradicionales de jardín, como plantas y flores de colores, que a veces se agrupan para ayudar a las personas con problemas de visión. Estas plantas también se pueden utilizarse para atraer pájaros y mariposas al jardín, lo que puede añadir una variedad de vista adicional.

### Audición
Los componentes sonoros de un jardín sensorial suelen ser elementos que emiten sonidos de forma natural con la brisa. Esto incluye plantas como el bambú, la hierba y los árboles, así como elementos no vivos como campanas y carrillones de viento. Las elementos acuáticos y las aves también son componentes sonoros comunes.
Entre los componentes sonoros menos comunes se encuentran cosas como los instrumentos de mano (como los tambores), los espacios de eco y los escalones de timbre.

## Jardines sensoriales para la demencia
Los jardines sensoriales pueden diseñarse específicamente para personas con demencia, una enfermedad que puede afectar diferentes partes del cerebro y a muchos aspectos de la vida cotidiana, incluida la memoria, en la que las tareas cotidianas como caminar o comer suelen resultar difíciles. Los jardines sensoriales o terapéuticos se pueden utilizar para ayudar a reducir los síntomas de la demencia sin el uso de fármacos mediante la estimulación de los sentidos, ejercitando diversas partes del cerebro. Los jardines sensoriales pueden provocar emociones positivas en las personas que viven con demencia y ayudar a mejorar su calidad de vida.
Las características del diseño pueden incluir elementos acuáticos que producen sonidos relajantes, parterres de hierbas y flores para recoger y oler, y bancos con diferentes tipos de arena o guijarros para hundir los pies. Por ejemplo, en un jardín sensorial ubicado en Port Macquarie, Australia, una persona disfruta hundiendo los dedos de los pies en la arena, ya que le evoca recuerdos de Australia, mientras que la grava le recuerda a Escocia, donde nació, que no disfruta tanto. Otros posibles beneficios incluyen un lugar calmante y relajante que proporciona una forma fácil y segura de ejercitarse con sensación de independencia.